# Domnitsa Lanitu-Kawunidu
Domnitsa Lanitu-Kawunidu, gr. Δομνιτσα Λανίτου-Καβουνίδου (ur. 7 kwietnia 1914 w Limassolu, zm. 20 czerwca 2011 w Atenach) – grecka lekkoatletka, płotkarka i sprinterka.
Podczas igrzysk olimpijskich w Berlinie (1936) odpadła w eliminacjach na 100 metrów oraz w półfinale na 80 metrów przez płotki.
Podczas igrzysk olimpijskich w Londynie (1948) odpadła w eliminacjach na 80 metrów przez płotki.
Wielokrotna rekordzistka kraju na 100 metrów, 80 metrów przez płotki oraz w sztafecie 4 × 100 metrów.

## Rekordy życiowe
- Bieg na 100 metrów – 12,4 (1936)
- bieg na 80 metrów przez płotki – 12,2 (1936)